# Хонигсман, Яков Самойлович
Яков Самойлович Хонигсман (29 декабря 1922, Люблин, Польша — 8 ноября 2008, Львов, Украина) — советский, украинский и еврейский историк, автор многочисленных книг по истории евреев Галиции, доктор экономических наук, педагог, профессор. 

## Биография
Яков Хонигсман родился в семье еврея-столяра. Учился в хедере, иешиве, затем в школе рабочей молодежи. В начале второй мировой войны в сентябре 1939 года бежал из оккупированной нацистами Польши в советскую Белоруссию. Устроился на работу чернорабочим.
В 1940 году поступил на 2-й курс Могилëвского педагогического института (ныне Могилёвский государственный университет имени А. А. Кулешова). 5 июля 1941 года Я. Хонигсман с последним эшелоном покинул Могилев и добрался до Куйбышева После окончания двух курсов исторического факультета государственного педагогического и учительского института, был призван в армию и направлен дирекцией института в военное училище, но его, как выходца из буржуазной Польши, зачислили в «трудовую армию» и отправили на поиски залежей урановой руды в Каракумы.
Учитывая отличное знание иностранных языков, Я. Хонигсмана отозвали в Москву в качестве переводчика с немецкого. В конце 1944 года он переехал в Киев, где окончил Киевский университет.
В июне 1945 года Яков Хонигсман переехал с семьей во Львов. Сначала работал в Комиссии по репатриации польских граждан, потом — библиотекарем в Кабинете иудаики при Львовском филиале библиотеки Академии Наук УССР, затем ассистентом кафедры марксизма-ленинизма в одном из институтов Львова.
В мае 1949 года, в разгар борьбы с космополитизмом, Кабинет иудаики был ликвидирован. После чего, Я. Хонигсман в течение 10 лет работал учителем истории и немецкого языка в сельской школе. За это время он написал кандидатскую диссертацию о нефтяных промыслах Западной Украины, которую успешно защитил в 1960 году. В 1961 году его пригласили преподавать в Дрогобычский пединститут (ныне Дрогобычский государственный педагогический университет имени Ивана Франко).
В 1972 г. — доктор экономических наук. С 1974 года работал в Тернопольском финансово-экономическом институте. В 1976 году Я. Хонигсман — преподаватель кафедры политэкономии Львовского политехнического института, с 1979 г. — профессор.
Носил почëтный титул — «Элита экономической науки г. Львова».
Умер во Львове и похоронен на Яновском кладбище.

## Избранные научные и исторические труды
Я. Хонигсман — автор 4-х монографий по истории народного хозяйства Западной Украины, более 15 книг, более 100 журнальных и газетных публикаций по истории украинского еврейства, в том числе и в зарубежных изданиях. 
Первые публикации профессора Хонигсмана по истории евреев Галиции и Львова увидели свет в годы перестройки, хотя материалы по этой теме он накапливал годами. Наиболее известные труды:
- «Евреи Украины» в 2-х томах,
- «Катастрофа еврейства Западной Украины»,
- «Люди, годы, события»,
- «Збірник статей»,
- «Евреи города Броды»,
- «600 лет и 2 года. История евреев Дрогобыча и Борислава»,
- «Еврейское земледелие в Украине»,
- «Обзор документальных источников по истории евреев в Центральном государственном историческом архиве Украины во Львове»,
- «Благотворительность евреев Восточной Галиции»,
- «Катастрофа Львовского еврейства (1941-1943)»,
- «Яновский лагерь»,
- «Политические партии и группы среди евреев Польши и Западной Украины в 1919–1939 гг.»,
- «Братская помощь трудящихся Западной Украины испанскому народу в борьбе с фашизмом (1936-1939гг.)»,
- «Юденраты в Западной Украине»,
- «И. Г. Оршанский – выдающийся юрист и историк евреев России. (К 130-летию смерти 1875-2005)» и др.

Книги Хонигсмана переведены на многие языки и изданы в разных странах.